# IAAF World Relays 2014
La I edizione delle IAAF World Relays si è svolta a Nassau (Bahamas) dal 24 al 25 maggio 2014.

## Criteri di partecipazione
Ogni paese partecipante può portare una sola squadra per ogni staffetta e ciascuna squadra può essere formata da un massimo di sei atleti. Esiste un minimo di partecipazione solo per le staffette 4×100 e 4×400. Tali minimi, che consentiranno la partecipazione di circa 16 squadre, dovevano essere ottenuti tra il 1º gennaio 2013 e il 12 maggio 2014. Le rimanenti squadre partecipanti (fino a 24) saranno determinate in base alle classifiche mondiali nel medesimo periodo di qualificazione.
| Gara        | Uomini  | Donne   |
| ----------- | ------- | ------- |
| 4×100 metri | 38"90   | 43"80   |
| 4×400 metri | 3'04"10 | 3'33"00 |

Per le staffette 4×200, 4×800 e 4×1500 non sono previsti minimi di partecipazione.

## Paesi partecipanti
- Arabia Saudita (6)
- Australia (30)
- Bahamas (28)
- Bahrein (5)
- Barbados (6)
- Belgio (5)
- Bermuda (4)
- Brasile (25)
- Canada (20)
- Cina (10)
- Corea del Sud (5)

- Cuba (8)
- Etiopia (10)
- Francia (28)
- Germania (17)
- Giamaica (38)
- Giappone (17)
- Isole Cayman (5)
- Isole Vergini Americane (5)
- Isole Vergini Britanniche (5)
- Italia (5)
- Kenya (28)

- Messico (9)
- Nigeria (21)
- Paesi Bassi (6)
- Papua Nuova Guinea (15)
- Polonia (25)
- Porto Rico (8)
- Qatar (4)
- Regno Unito (24)
- Rep. Dominicana (10)
- Romania (6)
- Russia (14)

- Saint Kitts e Nevis (5)
- Slovacchia (5)
- Spagna (15)
- Stati Uniti (56)
- Svizzera (7)
- Trinidad e Tobago (23)
- Turks e Caicos (5)
- Ucraina (5)
- Uganda (5)
- Venezuela (11)

## Calendario
| Data      | 24 | 24  | 25 | 25  |
| Evento    |    |     |    |     |
| --------- | -- | --- | -- | --- |
| 4×100 m   |    |     |    | B F |
| 4×200 m   |    | B F |    |     |
| 4×400 m   |    | B   |    | F   |
| 4×800 m   |    | F   |    |     |
| 4×1 500 m |    |     |    | F   |

| P | Batterie preliminari | B | Batterie | Q | Qualificazioni | SF | Semifinali | F | Finale |

| Data      | 24 | 24  | 25 | 25 |
| Evento    |    |     |    |    |
| --------- | -- | --- | -- | -- |
| 4×100 m   |    | B F |    |    |
| 4×200 m   |    |     |    | F  |
| 4×400 m   |    | B   |    | F  |
| 4×800 m   |    |     |    | F  |
| 4×1 500 m |    | F   |    |    |

## Medagliati

### Uomini
| Specialità | Oro                                                                                                   | Prestazione | Argento                                                                           | Prestazione | Bronzo                                                                                          | Prestazione |
| Corse piane | |             |                                                                                   |             |                                                                                                 |             |
| 4×100 m (dettagli) | Giamaica Nesta Carter Nickel Ashmeade Julian Forte Yohan Blake Kemar Bailey-Cole Andrew Fisher        | 37"77       | Trinidad e Tobago Keston Bledman Marc Burns Rondel Sorrillo Richard Thompson      | 38"04       | Gran Bretagna Richard Kilty Harry Aikines-Aryeetey James Ellington Dwain Chambers Daniel Talbot | 38"19       |
| 4×200 m (dettagli) | Giamaica Nickel Ashmeade Warren Weir Jermaine Brown Yohan Blake Rasheed Dwyer Jason Livermore         | 1'18"63     | Saint Kitts e Nevis Antoine Adams Lestrod Roland Brijesh Lawrence Allistar Clarke | 1'20"51     | Francia Christophe Lemaitre Yannick Fonsat Ben Bassaw Ken Romain                                | 1'20"66     |
| 4×400 m (dettagli) | Stati Uniti David Verburg Tony McQuay Christian Taylor LaShawn Merritt Clayton Parros Torrin Lawrence | 2'57"25     | Bahamas LaToy Williams Demetrius Pinder Chris Brown Michael Mathieu Ramon Miller  | 2'57"59     | Trinidad e Tobago Lalonde Gordon Renny Quow Machel Cedenio Jarrin Solomon                       | 2'58"34     |
| 4×800 m (dettagli) | Kenya Ferguson Cheruiyot Rotich Sammy Kibet Kirongo Job Koech Kinyor Alfred Kipketer                  | 7'08"40     | Polonia Karol Konieczny Szymon Krawczyk Marcin Lewandowski Adam Kszczot           | 7'08"69     | Stati Uniti Michael Rutt Robby Andrews Brandon Johnson Duane Solomon                            | 7'09"06     |
| 4×1500 m (dettagli) | Kenya Collins Cheboi Silas Kiplagat James Kiplagat Magut Asbel Kiprop                                 | 14'22"22    | Stati Uniti Patrick Casey David Torrence Will Leer Leonel Manzano                 | 14'40"80    | Etiopia Mekonnen Gebremedhin Soresa Fida Zebene Alemayehu Aman Wote                             | 14'41"22    |
| record mondiale; record mondiale stagionale; record africano; record asiatico; record europeo; record nord-centroamericano e caraibico; record sudamericano; record oceaniano; record dei campionati; record nazionale; record personale; record personale stagionale. | |             |                                                                                   |             |                                                                                                 |             |

### Donne
| Specialità | Oro | Prestazione | Argento                                                                                         | Prestazione | Bronzo                                                                                       | Prestazione |
| Corse piane | |             |                                                                                                 |             |                                                                                              |             |
| 4×100 m (dettagli) | Stati Uniti Tianna Bartoletta Alexandria Anderson Jeneba Tarmoh LaKeisha Lawson                             | 41"88       | Giamaica Carrie Russell Kerron Stewart Schillonie Calvert Samantha Henry-Robinson               | 42"28       | Trinidad e Tobago Kamaria Durant Michelle-Lee Ahye Reyare Thomas Kai Selvon                  | 42"66       |
| 4×200 m (dettagli) | Stati Uniti Shalonda Solomon Tawanna Meadows Bianca Knight Kimberlyn Duncan                                 | 1'29"45     | Gran Bretagna Desiree Henry Anyika Onuora Bianca Williams Asha Philip                           | 1'29"61     | Giamaica Simone Facey Sheri-Ann Brooks Anneisha McLaughlin Shelly-Ann Fraser-Pryce           | 1'30"04     |
| 4×400 m (dettagli) | Stati Uniti DeeDee Trotter Sanya Richards-Ross Natasha Hastings Joanna Atkins Monica Hargrove Jessica Beard | 3'21"73     | Giamaica Kaliese Spencer Novlene Williams-Mills Anastasia Le-Roy Shericka Jackson Christine Day | 3'23"26     | Nigeria Folasade Abugan Regina George Omolara Omotoso Patience Okon George Bukola Abogunloko | 3'23"41     |
| 4×800 m (dettagli) | Stati Uniti Chanelle Price Geena Lara Ajee' Wilson Brenda Martinez                                          | 8'01"58     | Kenya Agatha Jeruto Kimaswai Sylivia Chematui Chesebe Janeth Jepkosgei Eunice Sum               | 8'04"28     | Russia Irina Maracheva Elena Kobeleva Tatyana Myazina Svetlana Rogozina                      | 8'08"19     |
| 4×1500 m (dettagli) | Kenya Mercy Cherono Faith Kipyegon Irene Jelagat Hellen Obiri                                               | 16'33"58    | Stati Uniti Heather Kampf Katie Mackey Kate Grace Brenda Martinez                               | 16'55"33    | Australia Zoe Buckman Bridey Delanay Brittany McGowan Melissa Duncan                         | 17'08"65    |
| record mondiale; record mondiale stagionale; record africano; record asiatico; record europeo; record nord-centroamericano e caraibico; record sudamericano; record oceaniano; record dei campionati; record nazionale; record personale; record personale stagionale. | |             |                                                                                                 |             |                                                                                              |             |

## Medagliere
| Posizione | Paese               | Oro | Argento | Bronzo | Totale |
| --------- | ------------------- | --- | ------- | ------ | ------ |
| 1         | Stati Uniti         | 5   | 2       | 1      | 8      |
| 2         | Kenya               | 3   | 1       | 0      | 4      |
| 3         | Giamaica            | 2   | 2       | 1      | 5      |
| 4         | Trinidad e Tobago   | 0   | 1       | 2      | 3      |
| 5         | Regno Unito         | 0   | 1       | 1      | 2      |
| 6         | Bahamas             | 0   | 1       | 0      | 1      |
| 6         | Polonia             | 0   | 1       | 0      | 1      |
| 6         | Saint Kitts e Nevis | 0   | 1       | 0      | 1      |
| 9         | Australia           | 0   | 0       | 1      | 1      |
| 9         | Etiopia             | 0   | 0       | 1      | 1      |
| 9         | Francia             | 0   | 0       | 1      | 1      |
| 9         | Nigeria             | 0   | 0       | 1      | 1      |
| 9         | Russia              | 0   | 0       | 1      | 1      |
| Totale    | Totale              | 10  | 10      | 10     | 30     |

## Classifica a punti
Questa classifica è calcolata tenendo conto dei finalisti di ogni gara (i primi 8). La nazionale che ha totalizzato più punti vince un trofeo denominato Golden Baton.
| Posizione | Paese               | Punti |
| --------- | ------------------- | ----- |
| 1         | Stati Uniti         | 60    |
| 2         | Giamaica            | 41    |
| 3         | Kenya               | 35    |
| 4         | Regno Unito         | 24    |
| 5         | Australia           | 21    |
| 6         | Trinidad e Tobago   | 19    |
| 7         | Francia             | 18    |
| 8         | Bahamas             | 15    |
| 9         | Polonia             | 14    |
| 10        | Nigeria             | 13    |
| 11        | Brasile             | 10    |
| 12        | Spagna              | 8     |
| 13        | Saint Kitts e Nevis | 7     |
| 14        | Romania             | 7     |
| 15        | Etiopia             | 6     |
| 15        | Russia              | 6     |
| 17        | Barbados            | 5     |
| 18        | Germania            | 5     |
| 19        | Cuba                | 4     |
| 19        | Giappone            | 4     |
| 19        | Svizzera            | 4     |
| 22        | Messico             | 4     |
| 23        | Canada              | 3     |
| 23        | Italia              | 3     |
| 23        | Venezuela           | 3     |
| 26        | Bermuda             | 2     |
| 26        | Cina                | 2     |
| 26        | Qatar               | 2     |
| 29        | Slovacchia          | 1     |